# Kazuo Imanishi
Kazuo Imanishi (Prefettura di Hiroshima, 12 gennaio 1941) è un ex calciatore giapponese, di ruolo difensore.

## Statistiche

### Presenze e reti nei club
| Stagione | Squadra           | Campionato | Campionato | Campionato |
| Stagione | Squadra           | Comp       | Pres       | Reti       |
| -------- | ----------------- | ---------- | ---------- | ---------- |
| 1965     | Toyo Kogyo        | JSL        | 9          | 0          |
| 1966     | Toyo Kogyo        | JSL        | 14         | 0          |
| 1967     | Toyo Kogyo        | JSL        | 14         | 0          |
| 1968     | Toyo Kogyo        | JSL        | 5          | 0          |
| 1969     | Toyo Kogyo        | JSL        | 0          | 0          |
|          | Totale Toyo Kogyo |            | 42         | 0          |